# Ист Лин (Мисури)
Ист Лин (енгл. East Lynne) град је у америчкој савезној држави Мисури.

## Демографија
По попису из 2010. године број становника је 303, што је 3 (1,0%) становника више него 2000. године.
| Група             | 2000.       | 2010.       |
| Белци             | 291 (97,0%) | 290 (95,7%) |
| Афроамериканци    | 0 (0,0%)    | 1 (0,3%)    |
| Азијати           | 0 (0,0%)    | 0 (0,0%)    |
| Хиспаноамериканци | 3 (1,0%)    | 5 (1,7%)    |
| Укупно            | 300         | 303         |